# Diocèse d'Oloron
Ne pas confondre avec l'actuel diocèse de Bayonne, Lescar et Oloron.
Le diocèse d'Oloron (en latin : Dioecesis Olorensis) est un ancien diocèse de l'Église catholique en France.

## Histoire
Oloron est évangélisé au Ve siècle, le diocèse remonte peut-être à cette époque. Le premier évêque attesté est saint Grat qui participe au concile d'Agde en 506.
L'évêque était suffragant de l'archevêque métropolitain d'Auch.
L'église cathédrale était Sainte-Marie d'Oloron.
Le diocèse est supprimé par la Constitution civile du clergé, adoptée par l'Assemblée nationale constituante le 12 juillet 1790 et sanctionnée par Louis XVI le 24 août suivant. Sa suppression n'est pas reconnue par le pape Pie VI. Mais, à la suite du Concordat de 1801, il n'a pas été rétabli : par la bulle Qui Christi Domini du 29 novembre 1801, le pape Pie VII supprime le siège épiscopal et incorpore le territoire du diocèse dans celui de Bayonne.
Depuis 1909, l'évêque de Bayonne porte les titres d'évêque de Lescar et d'Oloron.

## Territoire
À la veille de la Révolution française, le diocèse d'Oloron confinait : au nord, avec les ceux de Dax et de Lescar ; à l'est, avec celui de Tarbes ; au sud, avec l'Espagne ; à l'ouest, avec celui de Bayonne et celui de Dax, déjà cité. 
Depuis le XIe siècle au moins, le diocèse comprenait sept archidiaconés : Oloron (comprenant la vallée de Barétous) ; Ossau ; Aspe ; Josbaig (ou vallée du Joos) ; la Rivière (région de Navarrenx) ; Garenx (région de Sauveterre-de-Béarn) ; Soule (région de Mauléon). La Soule est située au-delà (à l'ouest) du Béarn.